# Lalita Babar
Lalita Babar (* 2. Juni 1989 in Mohi, Maharashtra) ist eine indische Leichtathletin. Sie nimmt vorwiegend am 3000-Meter-Hindernislauf teil und ist die amtierende indische nationale Rekordhalterin und amtierende asiatische Meisterin im gleichen Wettkampf.
Babar wurde bei den India Sports Awards 2015, die von der Federation of Indian Chambers of Commerce and Industry (FICCI) und dem indischen Ministerium für Jugendangelegenheiten und Sport organisiert werden, zur Sportsperson des Jahres ernannt. Vor kurzem wurde sie vom indischen Präsidenten für ihren Beitrag im Bereich der Leichtathletik mit dem renommierten Arjuna Award 2016 geehrt. Derzeit wird sie von der Anglian Medal Hunt Company unterstützt.

## Frühes Leben und Nachwuchskarriere
Babar wurde am 2. Juni 1989 in Mohi, einem Dorf im Distrikt Satara im indischen Bundesstaat Maharashtra, als Tochter einer Bauernfamilie geboren. Sie wurde in einem Gebiet geboren, das regelmäßig von Dürreperioden heimgesucht wurde, was sich negativ auf die Landwirtschaft in der Region auswirkt.
Babar begann ihre Karriere in der Leichtathletik als Langstreckenläuferin in jungen Jahren. Ihre erste Goldmedaille gewann sie 2005 bei den nationalen U20-Meisterschaften in Pune.
Derzeit wird sie von der Anglian Medal Hunt Company, einer Sportmanagement-Firma mit Sitz in Neu-Delhi, unterstützt.

## Karriere

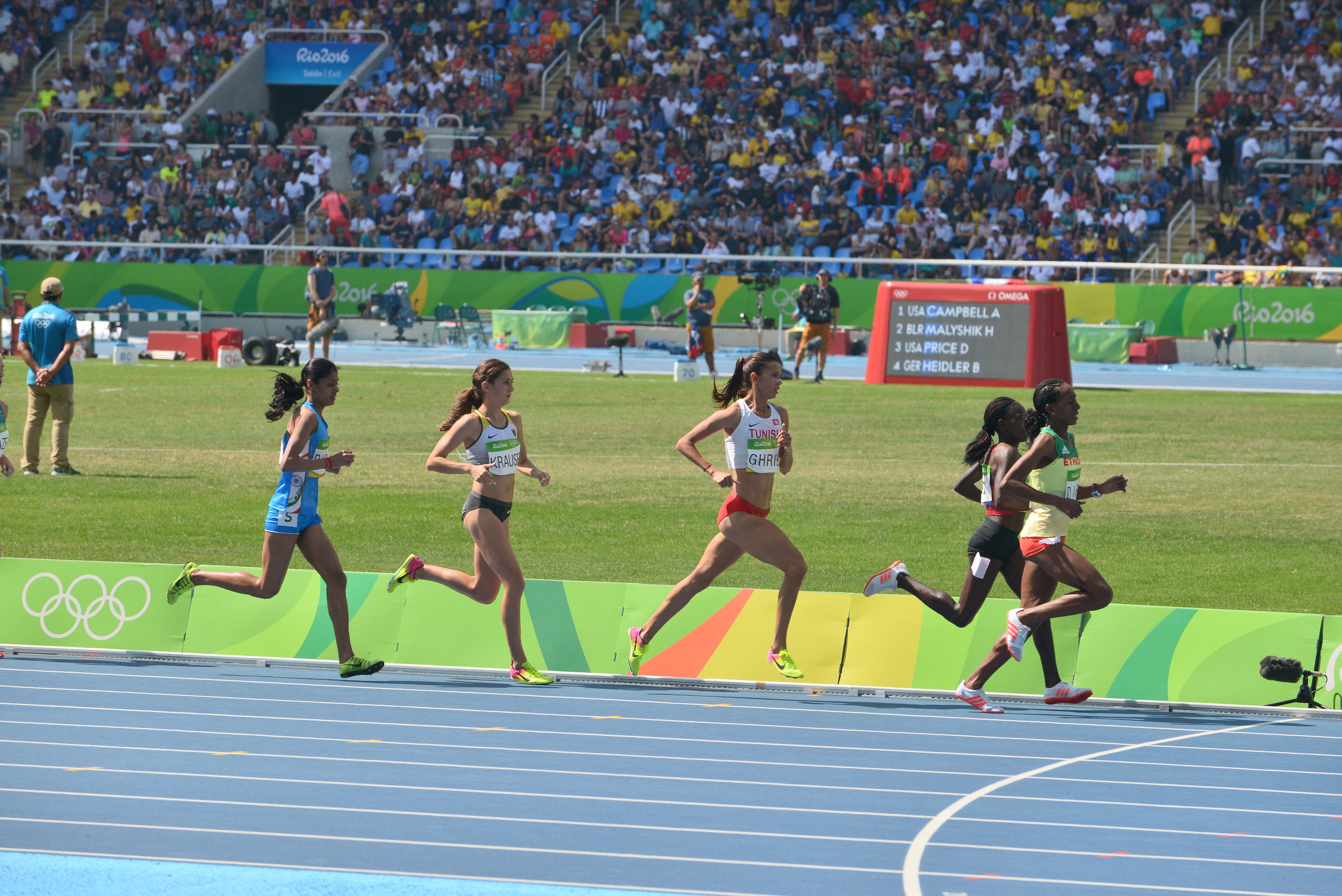
Babbar (l.) während des Finales des 3000-Meter-Hindersnislaufs bei den Olympischen Spielen 2016

Babar begann ihre Karriere in der Leichtathletik als Langstreckenläuferin.
Im Jahr 2014 wurde sie Hattrick-Siegerin des Mumbai-Marathons. Entschlossen, bei Mehrkampfveranstaltungen wie den Asien- und Commonwealth-Spielen eine Medaille zu gewinnen, wechselte sie nach ihrem Sieg beim Marathon im Januar 2014 zum 3000-Meter-Hindernislauf. Bei den Asienspielen 2014 in Incheon, Südkorea, gewann sie im Finale mit 9:35,37 Minuten die Bronzemedaille. Dabei brach sie den von Sudha Singh gehaltenen nationalen Rekord.
Bei den Asienmeisterschaften 2015 in Wuhan gewann Babar die Goldmedaille mit einer Zeit von 9:34,13 min und brach damit ihren persönlichen Rekord, den nationalen indischen Rekord und den Rekord der Spiele. Dabei qualifizierte sie sich für die Olympischen Spiele 2016 in Rio de Janeiro. Außerdem qualifizierte sie sich mit ihrer persönlichen Bestzeit von 2:38:21 h beim Mumbai Marathon 2015 für die Olympischen Spiele 2016 im Marathon. Bei den Weltmeisterschaften 2015 in Peking brach sie mit einer Zeit von 9:27,86 min in ihrem Qualifikationslauf erneut den Rekord. Als erste indische Frau, die sich für das Hindernislauf-Finale qualifizierte, belegte sie im Finale den achten Platz.
Im April 2016 übertraf sie mit einer Zeit von 9:27,09 min bei den nationalen Meisterschaften des Federation Cups in Neu-Delhi erneut den nationalen Rekord. Bei den Olympischen Spielen in Rio de Janeiro überbot sie diese mit einer Zeit von 9:19,76 min in ihrem Lauf und qualifizierte sich für das Finale. Damit war sie die erste Inderin seit 32 Jahren, die in irgendeinem Leichtathletikwettbewerb in ein Finale einzog. Im Finale belegte sie mit einer Zeit von 9:22,74 min den 10. Platz.

## Erfolge
| Angetreten für Indien | Angetreten für Indien | Angetreten für Indien     | Angetreten für Indien | Angetreten für Indien | Angetreten für Indien |
| --------------------- | --------------------- | ------------------------- | --------------------- | --------------------- | --------------------- |
| 2014                  | Asienspiele           | Incheon, Südkorea         | 3.                    | 3000 Meter Hindernis  | 9:35,37 min           |
| 2015                  | Asienmeisterschaften  | Wuhan, China              | 1.                    | 3000 Meter Hindernis  | 9:34,13 min           |
| 2015                  | Weltmeisterschaften   | Peking, China             | 8.                    | 3000 Meter Hindernis  | 9:29,64 min           |
| 2016                  | Olympische Spiele     | Rio de Janeiro, Brasilien | 10.                   | 3000 Meter Hindernis  | 9:22,74 min           |

## Awards
- Auszeichnungen als Sportler des Jahres (2015), FICCI und Ministerium für Jugendangelegenheiten und Sport

- India Sports Awards (2015), von FICCI und Ministerium für Jugendangelegenheiten und Sport

- Arjuna Award, von der indischen Regierung[13][14]